# 일롱드낮도마뱀붙이
라운드 아일랜드 데이 게코(Round Island day gecko), 귄터 게코(Günther's gecko)라 불리는 일롱드낮도마뱀붙이(Phelsuma guentheri)는 멸종위기에 처한 도마뱀붙이류의 일종이다. 오직 모리셔스의 일롱드섬에만 분포하며, 보통 다양한 종류의 야자나무에 서식한다. 곤충과 꽃꿀을 주로 먹는다.
종명 guentheri는 영국의 독일 출신 파충류학자인 알베르 귄터(:en:Albert Günther)를 기려 지었다.

## 형태
일롱드낮은 현존하는 낮도마뱀붙이 중 제일 큰 편이다. 수컷은 꼬리까지 30cm에 이르기도 하지만, 보통은 이보다는 훨씬 작다. 암컷은 보통 수컷보다 훨씬 작다. 몸은 회색, 회갈색을 띄며, 암갈색 줄무늬가 콧구멍에서 귓구멍 위로 뻗쳐있다. 등에는 짙은 점이 나있을 수도 있다. 어떤 개체들은 다리와 발가락에 연노랑색 줄무늬가 나있다. 배는 흰색이나 노란색을 띈다.

## 분포
일롱드낮은 쥐와 고양이가 퍼지기 전에는 모리타니 전체에 살고 있었지만, 오늘날에는 모리타니 북북동 22km 지점에 위치한 일롱드(:en:Île Ronde, Mauritius)에서만 서식한다.

## 서식지
일롱드낮은 술병야자(:en:Hyophorbe lagenicaulis), 부채야자류(:en:fan palms)에 속한 일롱드라타니아나무(:en:Latania loddigesii), 쐐기야자류(en:Pandanus)에서 흔히 발견된다. 나무들이 열대성 사이클론으로 인해 대부분 파괴되었기 때문에, 일롱드낮은 바위 틈새에서 살아갈 수 밖에 없게 되었다.

## 식성
일롱드낮은 다양한 곤충 따위의 무척추동물을 먹는다. 부드럽고 달달한 과일, 꽃가루, 꽃꿀도 먹는다.

## 번식
암컷은 해마다 알을 네 쌍까지 낳는다. 보통 6월에 산란하지만 2월에서 11월 사이에 낳기도 한다. 알은 58–104 일 뒤에 부화하며, 막 태어난 유체는 꼬리까지 75 mm 에 이른다.

## 사육
일롱드낮은 멸종위기에 처해있으며, 1999년까지 더렐 야생동물원(:en:Durrell Wildlife Park)의 더렐 야생동물 보전 신탁(:en:Durrell Wildlife Conservation Trust)에서 사육하여 번식시켰다. 모리셔스 밖에는 공공 소유의 표본이 존재하지 않는다.

## 참고 문헌
- Boulenger GA (1885). Catalogue of the Lizards in the British Museum (Natural History). Second Edition. Volume I. Geckonidæ ... London: Trustees of the British Museum (Natural History). (Taylor and Francis, printers). xii + 436 pp. + Plates I-XXXII. (Phelsuma guentheri, new species, p. 213).
- Carpenter AI, Côte IM, Jones CG (2003). "Habitat use, egg laying sites and activity patterns of an endangered Mauritian gecko (Phelsuma guentheri)". Herpetological Journal 13: 155-157.
- Wheler CL, Fa JE (1995). "Enclosure Utilization and Activity of Round Island Geckos (Phelsuma guentheri)". Zoo Biology 14: 361-369.
- Henkel F-W, Schmidt W (1995). Amphibien und Reptilien Madagaskars, der Maskarenen, Seychellen und Komoren. Stuttgart: Ulmer. ISBN 3-8001-7323-9. (in German).
- McKeown, Sean (1993). The general care and maintenance of day geckos. Lakeside, California: Advanced Vivarium Systems.